# Török Bódog
Török Bódog (Budapest, 1923. november 2. – Budapest, 2012. október 16.) magyar kézilabdázó, edző.

## Életpályája
1943-ban kezdett el dolgozni a Dunai Repülőgépgyárban, majd 1945-ben a MÁV Északi Főműhelyében, majd 1946 és 1947 között a Rendőrség munkatársa. 1947-ben a Kispesti Textilgyárban kezdett el dolgozni.
Munkái mellett kézilabdázott, többek között a Kispest és a Budapesti Levente Egylet kézilabdázója volt. Egy sérülés miatt korán be kellett fejeznie az aktív sportot. Elvégezte a Testnevelési Főiskola szakedzői szakát. Először a Kispest női csapatát vezette, később a Goldberger férfi csapatát. Emellett az utánpótlás-nevelésben is dolgozott. 1955-ben a Magyar Kézilabda Szövetség kinevezte Törököt a női válogatott szövetségi kapitányává. Huszonhárom évi megszakítás nélküli kapitányi tevékenysége alatt (1955-1978) a válogatott Európa- és világbajnoki érmeket szerzett: 1957-ben az első női kispályás világbajnokságon ezüstérmet szerzett a csapattal, az 1965-ös világbajnokságon győztes csapat edzője volt, illetve az 1976-os montreali olimpián bronzérmet szerzett a csapat. Hivatalosan 1965-ben távozott addigi sporton kívüli munkahelyétől, a Textilgyártól. 1979-ben a Magyar Kézilabda Szövetség szakmai tanácsadója lett, innen 1987-ben távozott. Eközben 1983 és 1987 között a Kézilabdázás című szakfolyóirat szerkesztője volt, majd 1991-ben a Dreher Sörgyár csapatánál dolgozott, majd nyugdíjba vonult.

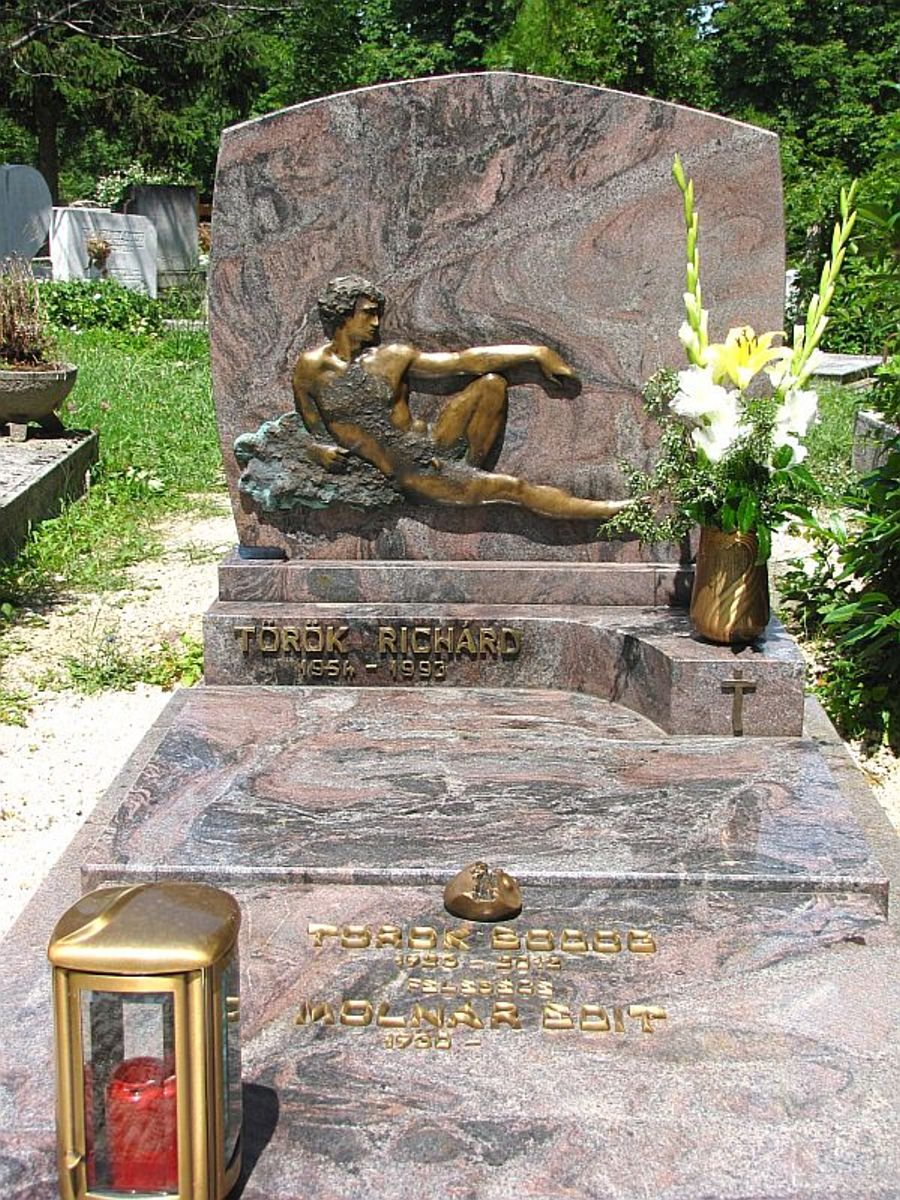
Sírja a Farkasréti temetőben (20/2-1-93) Alkotó: Török Richárd

## Díjai, elismerései
- Mesteredző (1971)
- A Magyar Köztársaság sportdíja (1993)
- MOB Érdemérem (2000)
- A Nemzeti Sportszövetség Életmű díja (2003)
- Magyar Köztársasági Arany Érdemkereszt (2004)
- Budapest díszpolgára (2016) /posztumusz/[1]
- Zugló díszpolgára (2018) /posztumusz/[2]

## Emlékezete
- Emléktáblája áll a Stefánia út 15-ben, az egykori lakóházán (2019)[3]
- Róla nevezték el a női kézilabda Magyar Kupát.
- Török Bódog-életműdíj
- Szobra áll a Magyar Kézilabda Szövetségben (2023)[4]